# Heinrich Reuß von Plauen
Heinrich Reuß von Plauen, nemški vitez, * 1400, † 2. januar 1470, Mohrungen.
Bil je 32. veliki mojster tevtonskega reda, na položaju od leta 1467 do 1470, nečak svojega predhodnika Ludwiga von Erlichshausena in daljnji sorodnik 27. velikega mojstra Heinricha von Plauena.

## Življenje
Heinrich Reuß von Plauen je izhajal iz družine Reuß iz mesta Plauen na Saškem. Družina Reuß  je vse moške potomce poimenovala Heinrich (Henrik). Pred Heinrichom Reußom sta se v trinajstletni vojni vojskovala Heinrich Reuss von Plauen starejši in Heinrich Reuss von Plauen mlajši.
Tevtonskemu redu se je pridružil že v mladost, najprej kot brat v samostanu v Nemčiji. V Prusijo je prišel v 1420. letih, ko je postal vogt Dirschaua. Leta 1433 je postal komtur Balge in leta 1440 vogt Natangije. Od leta 1441 je bil na položaju velikega hospitalca in komturja v Elbingu (Elbląg). Kot nečak aktualnega velikega mojstra je imel velik vpliv v redu in hitro napredoval. Med trinajstletno vojno je prevzel nadzor nad vojsko reda in postal znan po uničenju poljske vojske v bitki pri Konitzu. Po sklenitvi Drugega torunjskega miru je leta 1466  postal komtur Pruske Nizozemske.
Po smrti svojega strica, velikega mojstra Ludwiga von Erlichshausna leta 1467, je Reuß von Plauen prevzel nadzor nad Tevtonskim redom, čeprav ni bil izvoljen za velikega mojstra. Naselil se je v Mohrungenu in čakal na poteze poljskega kralja Kazimirja IV. Jagela in hkrati okleval sklicati kapitelj reda, da bi ga uradno izvolili za velikega mojstra. Pod pritiskom poljskega kralja je leta 1469 končno sklical kapitelj  v Königsbergu. Volitve so bile zgolj formalnost, saj je bil izvoljen soglasno in  17. oktobra 1469 uradno razglašen za 32. velikega mojstra Tevtonskega reda.
Reuß von Plauen se je udeležil sejma  v Piotrkówu Trybunalskem in se poklonil kralju Kazimirju IV. Na vrnitvi v Prusijo ga je zadela kap in je ohromel, kar je onemogočilo nadaljnje potovanje. Umrl je v Mohrungenu 2. januarja 1470 in bil pokopan v königsberški stolnici.

## Sklica
1. ↑  Joseph Meyer (1875). Meyers Konversations-Lexikon: eine Encyklopädie des allgemeinen Wissens (v nemščini). Bibliographisches Institut. str. 233.
2. ↑  Max Pollux Toeppen (1853). Geschichte der preussischen Historiographie. str. 274.

## Vir
- Friedrich Borchert. "Die Hochmeister des Deutschen Ordens in Preußen." V Preußische Allgemeine Zeitung. 6. oktober 2001.

| Vladarski nazivi                     | Vladarski nazivi                          | Vladarski nazivi                           |
| ------------------------------------ | ----------------------------------------- | ------------------------------------------ |
| Predhodnik: Ludwig von Erlichshausen | Veliki mojster Tevtonskega reda 1469–1470 | Naslednik: Heinrich Reffle von Richtenberg |